# Scribus
Scribus je počítačový program pro sazbu dokumentů (desktop publishing). Šířen je zdarma pod licencí GNU GPL. Co se týče schopností a možností rozvržení stránek, snese srovnání i s placenými programy Adobe PageMaker, QuarkXPress nebo Adobe InDesign.[zdroj?]

## Technické parametry
Program byl vyvinut pro operační systém Linux. Následně byly vytvořeny jeho verze pro operační systémy Windows, Mac OS X či OS/2. Scribus je komplexní sázecí program. Nabízí celou řadu funkcí, včetně skriptování v jazyce Python, podporu většiny textových i grafických formátů včetně SVG, TrueType a OpenType fontů, CMYK a ICC správu barev či export do PDF.
Scribus je lokalizován do českého jazyka a tým dobrovolníků pracuje na tvorbě české dokumentace.